# Hermann Fenger
Hermann Fenger (* 25. August 1953) ist ein deutscher Rechtsanwalt, Professor für Medizinrecht und Autor.

## Leben
Fenger beendete seine Schulzeit 1972 mit dem altsprachlichen Abitur. Nach seinem Zivildienst begann er 1973 das Studium der Rechtswissenschaften an der Westfälischen Wilhelms-Universität (WWU) in Münster. Im September 1977 legte er beim Oberlandesgericht Hamm das erste juristische Staatsexamen ab. Beim Justizministerium Nordrhein-Westfalen in Düsseldorf absolvierte er 1980 sein zweites Staatsexamen und promovierte an der WWU Münster im Jahr 1985. Er ist Autor zahlreicher Publikationen zum Medizinrecht und lehrt an verschiedenen Instituten. Eng verbunden ist er mit der Herzchirurgie am Universitätsklinikum Münster, in deren Schriftenreihe seine Habilitation aus dem Jahr 2005 im Jahr 2011 erschien. Als Vorsitzender und Gründungsmitglied der Westfälischen Herzstiftung engagiert er sich hier in besonderem Maß.

## Anwaltliche und notarielle Tätigkeit
Seit 1980 ist Hermann Fenger in Münster als Rechtsanwalt tätig, spezialisiert auf Medizinrecht. So vertritt seine Kanzlei bis heute bundesweit medizinische Leistungserbringer und die dahinter stehenden Versicherungen. Schwerpunkt seiner Tätigkeit ist die Abwehr von Schadensersatzforderungen in Arzthaftungsprozessen. Darüber hinaus war Hermann Fenger bis April 2020 als Notar tätig.

## Forschung und Lehre

### Lehr- und Handbücher, Scripts
- v. Eiff, Fenger, Gillessen, Kerres, Mis, Raem, Winter (Hrsg.): Der Krankenhausmanager, 1999
- Raem, Braun, Fenger, Michaelis, Nikol, Winter (Hrsg.): Genmedizin – Eine Bestandsaufnahme, 2000
- Winter, Fenger, Schreiber (Hrsg.): Genmedizin und Recht, 2001
- Fenger: Zivilprozessrecht – Schnell erfasst, 2001
- Fenger, Entezami (Hrsg.): Fachbuchreihe Facharzt und Recht, 2004
- Entezami, Fenger: Gynäkologie und Recht, 2004
- Fenger, Göben: Sponsoring im Gesundheitswesen, 2004
- Eickhoff, Fenger: Chirurgie und Recht, 2004
- Steinbeck, Fenger: Orthopädie und Recht, 2004
- Hamann, Fenger: Allgemeinmedizin und Recht, 2004
- Fenger: Insolvenzrecht – Schnell erfasst, 2004
- Fenger: Berufsrecht der Heilberufe; Script zum Kurs „Fachanwalt für Medizinrecht“, 2005
- Fenger: Rechte und Pflichten aus dem Behandlungsvertrag; Script zum Kurs „Fachanwalt für Medizinrecht“, 2005
- Raem, Fenger, Kolb, Nikolaus, Rychlik (Hrsg.): Handbuch Geriatrie, 2005
- Fenger, Holznagel, Neuroth, Gesenhues: Schadensmanagement für Ärzte - Juristische Tipps für den Ernstfall-, 2009
- Drees, Fenger, Hoffmeier, Löher, Schober (Hrsg.): Festschrift für Hans-H. Scheld 2011
- Fenger: Rechtliche Grundlagen ärztlichen Handelns, 2011
- Fenger, Holznagel, Neuroth, Gesenhues: SchadensManagement für Ärzte - Juristische Tipps für den Ernstfall; 2. Auflage, 2012
- Fenger: Rechtliche Rahmenbedingungen in der Zentralen Notaufnahme - Einführung in das Medizinrecht; 1. Script zum Kurs „DGINA Führungsakademie – ZNA Führungskompetenz“ 2013
- Fenger: Rechtliche Rahmenbedingungen in der Zentralen Notaufnahme - Einführung in das Medizinrecht; 2. Script zum Kurs „DGINA Führungsakademie-ZNA Führungskompetenz“ 2014

### Beiträge in Büchern
- Fenger: Ausländergesetz und Strafrecht – ist eine Resozialisierung möglich?; in: Ausländer in Vollzug eingesperrt und ausgeschlossen, Katholische Akademie Münster 1982
- Schlieper, Fenger: Die klinische Arzneimittelprüfung; in: Raem, Schlieper (Hrsgb.), Der Arzt als Manager, 1995
- Fenger: Testamente für die Zukunft unserer Kinder; in: Ein Ratgeber des Deutschen Kinderschutzbundes, 1995
- Fenger: Haftungsrecht im Krankenhaus; in: Der Krankenhausmanager, 1999
- Fenger: Die Sicherheit des endoskopischen Operierens; in: Qualitätsstandards und Komplikationsmanagement, 2000 (Tagungsband)
- Fenger: Krankenhauswerbung; in: Der Krankenhausmanager, 2000
- Beljin, Engsterhold, Fenger, Schmitz: Rechtliche Aspekte der Gentechnik – Ein Überblick; in: Genmedizin – Eine Bestandsaufnahme, 2000
- Fenger, Mühlenbrock: Arbeitsrechtliche Fragen im Krankenhaus; in: Der Krankenhausmanager, 2000
- Fenger: BGH begrenzt Zuschläge für Ein- und Zweibettzimmer; in: Der Krankenhausmanager 2000
- Fenger: Aufklärungs- und Dokumentationsfehler bei Brustoperationen; in: Dokumentation zum 5. Mamma-Symposium in Cottbus, 2001
- Fenger: Fragen des Haftungsrechts in der Genmedizin; in: Genmedizin und Recht, 2001
- Fenger, Schmitz: Das Gentechnikgesetz und seine Rechtsverordnungen; in: Genmedizin und Recht, 2001
- Beljin, Fenger: Internationales Humangenomprojekt und ausländische Projekte; in: Genmedizin und Recht, 2001
- Fenger: EuGH-Urteil löst Diskussion um Arbeitszeiten aus; in: Der Krankenhausmanager, 2001
- Fenger: Umfassende Novellierung des Seuchenrechts; in: Der Krankenhausmanager, 2002
- Fenger: Aktuelle Rechtsprechung zum Klinikmanagement; in: Der Krankenhausmanager, 2003
- Fenger: Das Betreuungsrecht; in: Handbuch der Geriatrie, 2005
- Fenger: Erfolgreiches Schadensmanagement; in: v. Eiff (Hrsgb.), Risikomanagement – Kosten/Nutzen-basierte Entscheidungen im Kran-kenhaus, 2006
- Fenger: Arzthaftung in der Orthopädie aus Sicht des Rechtsanwalts, in: 5. Münsteraner Sachverständigengespräch zum Arzthaftungsrecht (Tagungsband), 2007
- Fenger: Erfolgreiches Schadensmanagement; in: v. Eiff (Hrsgb.), Risikomanagement – 2. erweiterte Auflage 2007
- Fenger: Haftungsrecht für Radiologen - 10 Kardinalfehler und wie sie vermieden werden; in: v. Eiff (Hrsgb.), MARA 2006, Tagungsband 2009
- Fenger: Die Haftung des Radiologen: Rechts- und Verhaltensempfehlungen zur Krisenprävention und Krisenbewältigung; in: v. Eiff (Hrsgb.), MARA 2008, Tagungsband 2009
- Fenger: Aktuelle Rechtsprechung zur Arzthaftung; in: Barbe, Böhnke (Hrsg.) Abbott-Kompendium für den Krankenhausarzt 2009
- Fenger, Welp, Scheld, Hoffmeier: Verwechslung von Patienten in der Chirurgie; in: Ansorg et al. (Hrsg.) OP-Management, 2. Auflage, 2009
- Fenger: Kommentierung zum Gentechnikgesetz; in:Spickhoff ( Hrsgb.) Erfurter Kommentar zum Medizinrecht, 2010
- Fenger: Kommentierung zum Gendiagnostikgesetz; in:Spickhoff ( Hrsgb.) Erfurter Kommentar zum Medizinrecht, 2010
- Fenger: Medizinische Behandlungsfehler und Schadens-Management; in: v. Eiff (Hrsgb.), Patientenorientierte Arzneimittelversorgung 2010
- Fenger: Der Bereich des Medizinrechts; in: v. Eiff (Hrsgb.) Risikomanagement im Krankenhaus 2011
- Fenger: Juristische Aspekte zur interdisziplinären Notaufnahme; in: v. Eiff, Dodt, Brachmann, Niehues, Fleischmann (Hrsgb.) Management der Notaufnahme 2011
- Fenger: Haftungsrechtliche Fragen bei der Arzneimitteltherapie; in: Arbeitsgem. Rechtsanwälte im Medizinrecht e.V. (Hrsg.); 25 Jahre Arbeitsgemeinschaft
- – 25 Jahre Arzthaftung. Von der Krähentheorie bis zum groben Behandlungsfehler 2011
- Fenger: Juristische Aspekte zum Arzthaftungsrecht; in: Drees, Fenger, Hoffmeier, Löher, Schober (Hrsg.): Festschrift für Hans-H. Scheld, 2011
- Fenger: Das ethische Spannungsfeld einer ökonomisierten Medizin aus juristischer Sicht; in: Jahrbuch „E-Health & Gesundheitswirtschaft“, 2012
- Fenger: Abweichen von chirurgischen Standards aus juristischer Sicht; in: Korenkov, Germer, Lang (Hrsg.) Gastrointestinale Operationen und Varianten, 2013
- Fenger: Das Spannungsfeld einer ökonomisierten Medizin; in: von Eiff (Hrsgb.) Ethik und Ökonomie in der Medizin, 2013
- Fenger, Niehues: Facharztstandard und Besonderheiten der interdisziplinären Zusammenarbeit in der Notaufnahme; in: von Eiff, Dodt, Brachmann, Niehues, Fleischmann (Hrsg.) Management der Notaufnahme, 2. Auflage 2013
- Fenger: Kommentierung zum GenTG; in: Spickhoff (Hrsgb.) Erfurter Kommentar zum Medizinrecht, 3. Aufl. 2018 (1. Aufl. 2011, 2. Aufl. 2014)
- Fenger: Kommentierung zum GenDG; in: Spickhoff (Hrsgb.) Erfurter Kommentar zum Medizinrecht, 3. Aufl. 2018 (1. Aufl. 2011, 2. Aufl. 2014)
- Fenger: Das Patientenrechtegesetz: Zivil- und strafrechtliche Konsequenzen; in: von Eiff (Hrsgb.) Jahrbuch Gesundheitswirtschaft 2014 (1. Aufl. 2012)
- Fenger: Kommentierung zum GenTG; in: Spickhoff (Hrsgb.) Erfurter Kommentar zum Medizinrecht, 4. Aufl. 2022 (1. Aufl. 2011, 2. Aufl. 2014, 3. Aufl. 2018)
- Fenger: Kommentierung zum GenDG; in: Spickhoff (Hrsgb.) Erfurter Kommentar zum Medizinrecht, 4. Aufl. 2022 (1. Aufl. 2011, 2. Aufl. 2014, 3. Aufl. 2018)